# Mỹ Tú (xã)
Mỹ Tú là một xã thuộc thành phố Cần Thơ, Việt Nam.

## Địa lý
Xã Mỹ Tú có vị trí địa lý:
- Phía đông giáp xã Mỹ Hương
- Phía tây giáp xã Mỹ Phước
- Phía nam giáp xã Lâm Tân và xã Nhu Gia
- Phía bắc giáp xã Long Hưng.

Xã Mỹ Tú có diện tích 86,63 km², dân số năm 2024 là 38.049 người, mật độ dân số đạt 439 người/km².

## Lịch sử
Mỹ Tú là thôn thuộc tổng Thạnh An, huyện Phong Thạnh, phủ Ba Xuyên từ năm Minh Mạng thứ 20.
Đầu thời Pháp thuộc, thôn Mỹ Tú thuộc tổng Thạnh An, huyện Phong Thạnh, hạt Ba Xuyên.
Ngày 5 tháng 1 năm 1876, làng Mỹ Tú thuộc tổng Thạnh An, huyện Phong Thạnh, hạt Sóc Trăng.
Năm 1897, tổng Nhiều Mỹ được thành lập thì làng Mỹ Tú được hình thành tên gọi nhưng do địa thế đi lại khó khăn, một phần do đất rộng, người thưa nên chính quyền sở tại lúc bấy giờ không quan tâm phát triển vùng đất này và tên làng Mỹ Tú ít khi được nhắc đến trong văn bản hành chính thời trước.
Năm 1907, thành lập làng Mỹ Tú thuộc tổng Thanh Lợi, quận Châu Thành.
Thị trấn Huỳnh Hữu Nghĩa được đặt theo tên của Huỳnh Hữu Nghĩa là một người lính Việt Minh là Trung đội trưởng tử trận tại địa phương trong trận đánh quân Pháp vào năm 1947.
Sau năm 1956, Mỹ Tú là xã thuộc tổng Thuận Phú, quận Bố Thảo, tỉnh Ba Xuyên.
Ngày 13 tháng 1 năm 1958, sáp nhập xã Mỹ Tú và xã Thuận Hưng thành xã Mỹ Thuận và quận Bố Thảo đổi thành quận Thuận Hoà, tỉnh Ba Xuyên.
Tháng 11 năm 1961, Tỉnh ủy Sóc Trăng ban hành Quyết định về việc thành lập thị trấn Huỳnh Hữu Nghĩa trên cơ sở các ấp Mỹ Thuận A, Mỹ Thuận B và Mỹ Lợi A của xã Mỹ Tú.
Tháng 4 năm 1969, thành lập xã Mỹ Thuận trên cơ sở một phần diện tích và dân số của xã Mỹ Tú.
Ngày 31 tháng 5 năm 1972, tái lập xã Mỹ Tú với các ấp: Mỹ Tân, Mỹ Thuận, Mỹ Lợi B, Thiện Tân, Thiện Tánh, Tân Mỹ, Tân Hòa.
Ngày 20 tháng 9 năm 1975, Bộ Chính trị ban hành Nghị quyết số 245-NQ/TW về việc hợp nhất tỉnh Cần Thơ (ngoại trừ huyện Thốt Nốt), tỉnh Sóc Trăng, tỉnh Trà Vinh, tỉnh Vĩnh Long thành một tỉnh, tên gọi tỉnh mới cùng với nơi đặt tỉnh lỵ sẽ do địa phương đề nghị lên.
Ngày 20 tháng 12 năm 1975, Bộ Chính trị ban hành Nghị quyết số 19/NQ về việc hợp nhất tỉnh Cần Thơ (bao gồm cả huyện Thốt Nốt của tỉnh Long Xuyên), tỉnh Sóc Trăng thành một tỉnh mới, tên gọi tỉnh mới cùng với nơi đặt tỉnh lỵ sẽ do địa phương đề nghị lên.
Ngày 24 tháng 2 năm 1976, Chính phủ Cách mạng lâm thời Cộng hòa miền Nam Việt Nam ban hành Nghị định số 3/NQ/1976 về việc hợp nhất tỉnh Cần Thơ, tỉnh Sóc Trăng và thành phố Cần Thơ thành một tỉnh mới, lấy tên là tỉnh Hậu Giang.
Ngày 23 tháng 12 năm 1988, Hội đồng Bộ trưởng ban hành Quyết định số 197-HĐBT về việc thành lập xã Mỹ Thuận thuộc huyện Mỹ Tú trên cơ sở 861,90 ha diện tích tự nhiên và 1.465 nhân khẩu của xã Mỹ Phước; 401,57 ha diện tích tự nhiên và 626 nhân khẩu của xã Phú Mỹ; 2.062,66 ha diện tích tự nhiên và 4.339 nhân khẩu của xã Thuận Hưng.
Xã Mỹ Thuận có 3.326,13 ha diện tích tự nhiên và 6.430 nhân khẩu.
Ngày 26 tháng 12 năm 1991, Quốc hội ban hành Nghị quyết về việc chia tỉnh Hậu Giang thành tỉnh Cần Thơ và tỉnh Sóc Trăng.
Ngày 26 tháng 11 năm 2003, Quốc hội ban hành Nghị quyết số 22/2003/QH11 về việc chia tỉnh Cần Thơ thành thành phố Cần Thơ trực thuộc trung ương và tỉnh Hậu Giang.
Ngày 24 tháng 9 năm 2008, Chính phủ ban hành Nghị định số 02/NĐ-CP về việc:
- Thành lập huyện Châu Thành thuộc tỉnh Sóc Trăng.
- Thị trấn Huỳnh Hữu Nghĩa và 2 xã: Mỹ Thuận, Mỹ Tú thuộc huyện Mỹ Tú.

Tính đến ngày 31/12/2024:
- Thị trấn Huỳnh Hữu Nghĩa có 5 ấp: Cầu Đồn, Mỹ Lợi A, Mỹ Tân, Mỹ Thuận, Nội Ô.
- Xã Mỹ Thuận có 10 ấp: Phước An, Phước Bình, Rạch Rê, Tam Sóc A, Tam Sóc B1, Tam Sóc B2, Tam Sóc C1, Tam Sóc C1, Tam Sóc D1, Tam Sóc D2.
- Xã Mỹ Tú có 8 ấp: Mỹ An, Mỹ Bình, Mỹ Hòa, Mỹ Hưng, Mỹ Lợi B, Mỹ Lợi C, Mỹ Ninh, Mỹ Thạnh.

Ngày 12 tháng 6 năm 2025, Quốc hội ban hành Nghị quyết số 202/2025/QH15 về việc sắp xếp đơn vị hành chính cấp tỉnh (nghị quyết có hiệu lực từ ngày 12 tháng 6 năm 2025). Theo đó, sáp nhập tỉnh Hậu Giang và tỉnh Sóc Trăng vào thành phố Cần Thơ.
Ngày 16 tháng 6 năm 2025, Ủy ban Thường vụ Quốc hội ban hành Nghị quyết số 1668/NQ-UBTVQH15 về việc sắp xếp các đơn vị hành chính cấp xã của thành phố Cần Thơ năm 2025 (nghị quyết có hiệu lực từ ngày 16 tháng 6 năm 2025). Theo đó, sáp nhập toàn bộ 11,43 km² diện tích tự nhiên, quy mô dân số là 8.959 người của thị trấn Huỳnh Hữu Nghĩa và toàn bộ 32,96 km² diện tích tự nhiên, quy mô dân số là 13.591 người của xã Mỹ Thuận vào toàn bộ 42,24 km² diện tích tự nhiên, quy mô dân số là 15.499 người của xã Mỹ Tú thuộc huyện Mỹ Tú, tỉnh Sóc Trăng.
Xã Mỹ Tú có 86,63 km² diện tích tự nhiên và quy mô dân số là 38.049 người.